# Список постійних представників Великої Британії при НАТО
Постійний представник Сполученого Королівства Великої Британії та Північної Ірландії (англ. Her Britannic Majesty's Permanent Representative) — це посада представницького характеру. Особа, яка обіймає посаду, представляє державу при одній або кількох міжурядових чи міжнародних організаціях, членом яких вона є. Правовий статус, характер і обсяг привілеїв та імунітетів постійного представника та його співробітників регламентують міжнародні угоди, а також законодавство країни перебування.
Посада постійного представника Сполученого Королівства при НАТО була заснована у 1952 році. Першим постійним представником при НАТО став Сер Фредерік Міллар (1952—1953), а чинним на сьогодні є Сара Макінтош.
Наймолодшим постійним представником на момент обрання був Майкл Александер, який обійняв посаду у віці 50-ти років. Найстаршим постійним представником на момент обрання був Адам Томсон, який очолив представництво у віці 59 років.
Найкоротший термін на посаді провів Девід Меннінг (менше року), а найдовший — Майкл Александер (6 років).
Окрім постійних представників, які представляють, зазвичай, інтереси всієї держави, при військових міжурядових або міжнародних організаціях (наприклад, НАТО) інтереси оборонної сфери країни представляють військові представники. Але до Північноатлантичної ради, яка приймає суто політичні рішення, військові представники не залучені. Вони виконують лише функції спостерігачів (радників).

## Постійні представники Сполученого Королівства при НАТО
| Барон Фредерік Міллар | 1952—1953     |
| Сер Крістофер Стілл   | 1953—1957     |
| Сер Френк Робертс     | 1957—1960     |
| Сер Пол Мейсон        | 1960—1962     |
| Сер Чарльз Шакберґ    | 1962—1966     |
| Сер Бернард Берроуз   | 1966—1970     |
| Сер Едвард Пек        | 1970—1975     |
| Сер Джон Кіллік       | 1975—1979     |
| Сер Клайв Роуз        | 1979—1982     |
| Сер Джон Грем         | 1982—1986     |
| Сер Майкл Александер  | 1986—1992     |
| Сер Джон Вестон       | 1992—1995     |
| Сер Джон Гульден      | 1995—2001     |
| Сер Девід Меннінг     | 2001          |
| Сер Емір Джоунз Паррі | 2001—2003     |
| Сер Пітер Ріккетс     | 2003—2006     |
| Сер Стюард Елдон      | 2006—2010     |
| Дама Маріот Леслі     | 2010—2014     |
| Сер Адам Томсон       | 2014—2017     |
| Сара Макінтош         | з лютого 2017 |

## Військові представники Сполученого Королівства при НАТО
| Маршал авіації Вільям Елліот      | 1951—1953       |
| Генерал Джон Вайтлі               | 1953—1956       |
| Адмірал Майкл Денні               | 1956—1959       |
| Маршал авіації Джордж Мілз        | 1959—1962       |
| Генерал Майкл Вест                | 1962—1965       |
| Адмірал Найджл Ґендерсон          | 1965—1968       |
| Маршал авіації Девід Лі           | 1968—1971       |
| Генерал Віктор Бальфур            | 1971—1973       |
| Адмірал Рей МакКейг               | 1973—1975       |
| Генерал Девід Фрейзер             | 1975—1977       |
| Маршал авіації Алістер Стідман    | 1977—1980       |
| Адмірал Ентоні Мортон             | 1980—1983       |
| Генерал Томас Мороні              | 1983—1986       |
| Маршал авіації Майкл Найт         | 1986—1989       |
| Адмірал Річард Томас              | 1989—1992       |
| Генерал Едвард Джонс              | 1992—1995       |
| Маршал авіації Джон Чешир         | 1995—1997       |
| Віце-адмірал Пол Хедекс           | 1997—2000       |
| Генерал-лейтенант Майкл Вілкокс   | 2000—2001       |
| Генерал-лейтенант Кевін О'Донох'ю | 2001—2002       |
| Маршал авіації Роберт Райт        | 2002—2006       |
| Віце-адмірал Ентоні Даймок        | 2006—2008       |
| Генерал-лейтенант Девід Білл      | 2008—2011       |
| Маршал авіації Крістофер Харпер   | 2011—2013       |
| Віце-адмірал Ян Кордер            | 2013—2016       |
| Генерал-лейтенант Джордж Нортон   | 2016—2020       |
| Генерал-лейтенант Бен Батерст     | 2020—по цей час |

## Галерея

Постійні представники
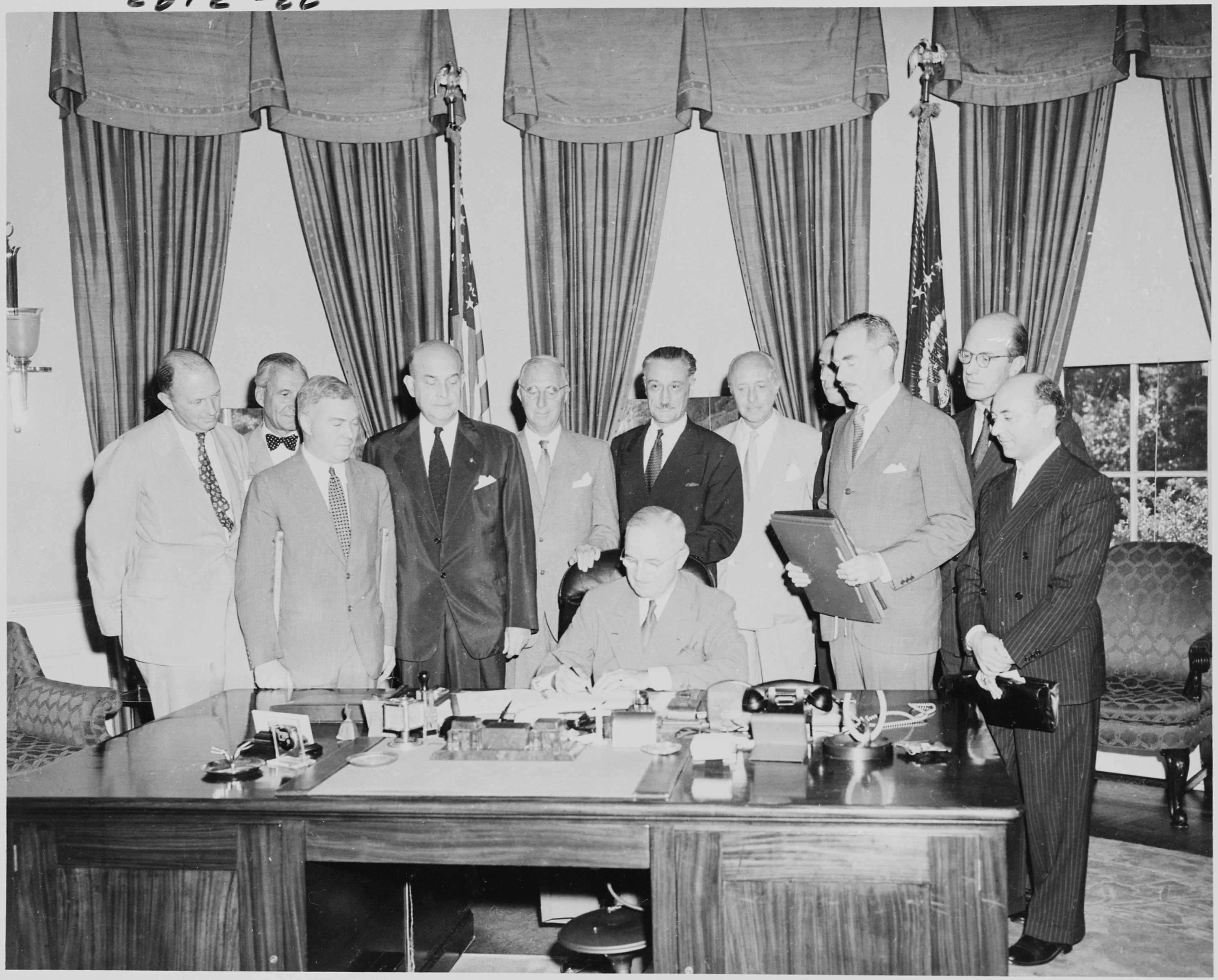
Фредерік Міллар — перший постійний представник Сполученого Королівства при НАТО (перший зліва)
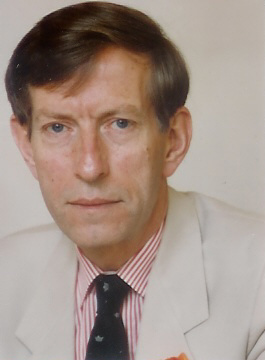
Джон Вестон — постійний представник Сполученого Королівства при НАТО у 1992-1995 роках
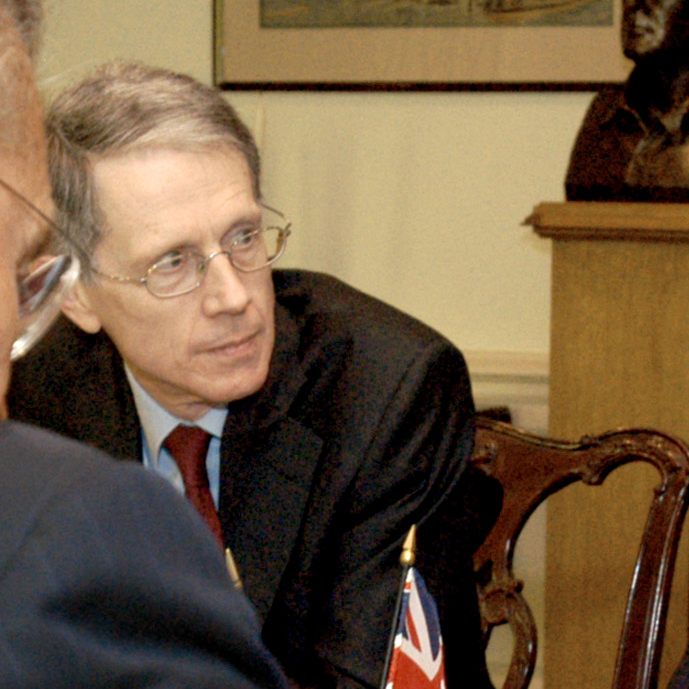
Девід Меннінг — постійний представник Сполученого Королівства при НАТО у 2001 році
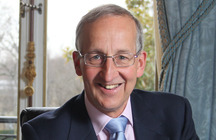
Пітер Ріккетс — постійний представник Сполученого Королівства при НАТО у 2003-2006 роках
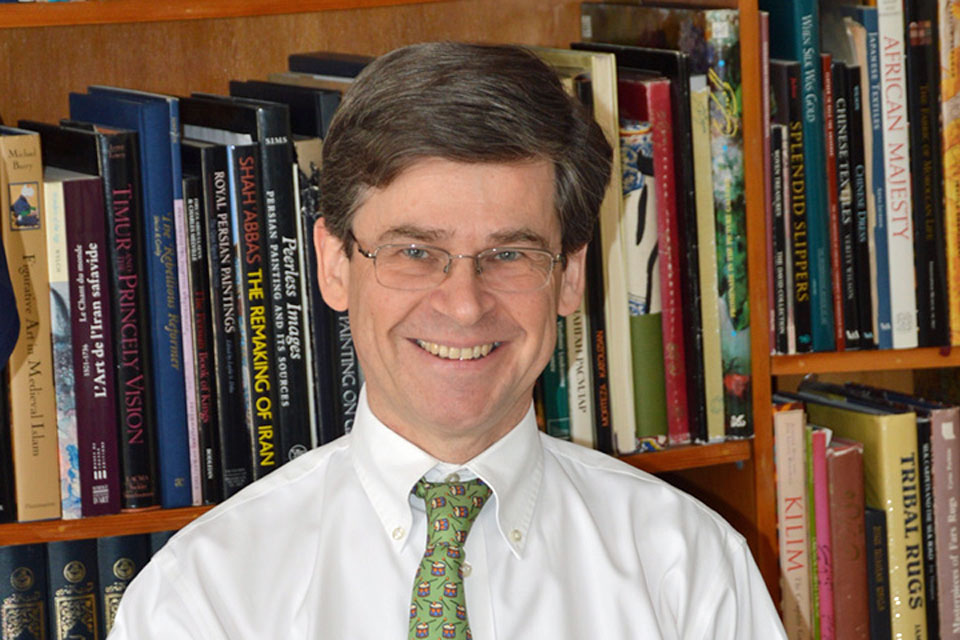
Адам Томпсон — дійсний постійний представник Сполученого Королівства при НАТО

Військові представники
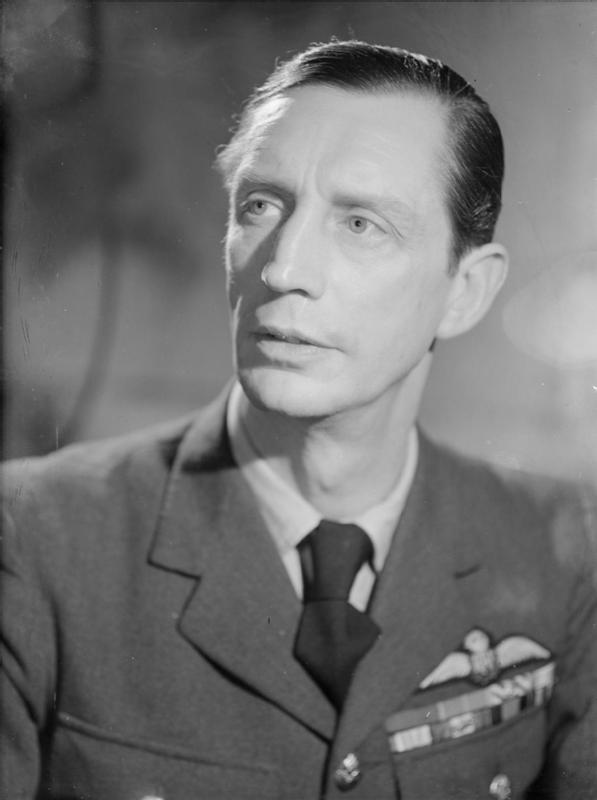
Маршал авіації Вільям Елліот
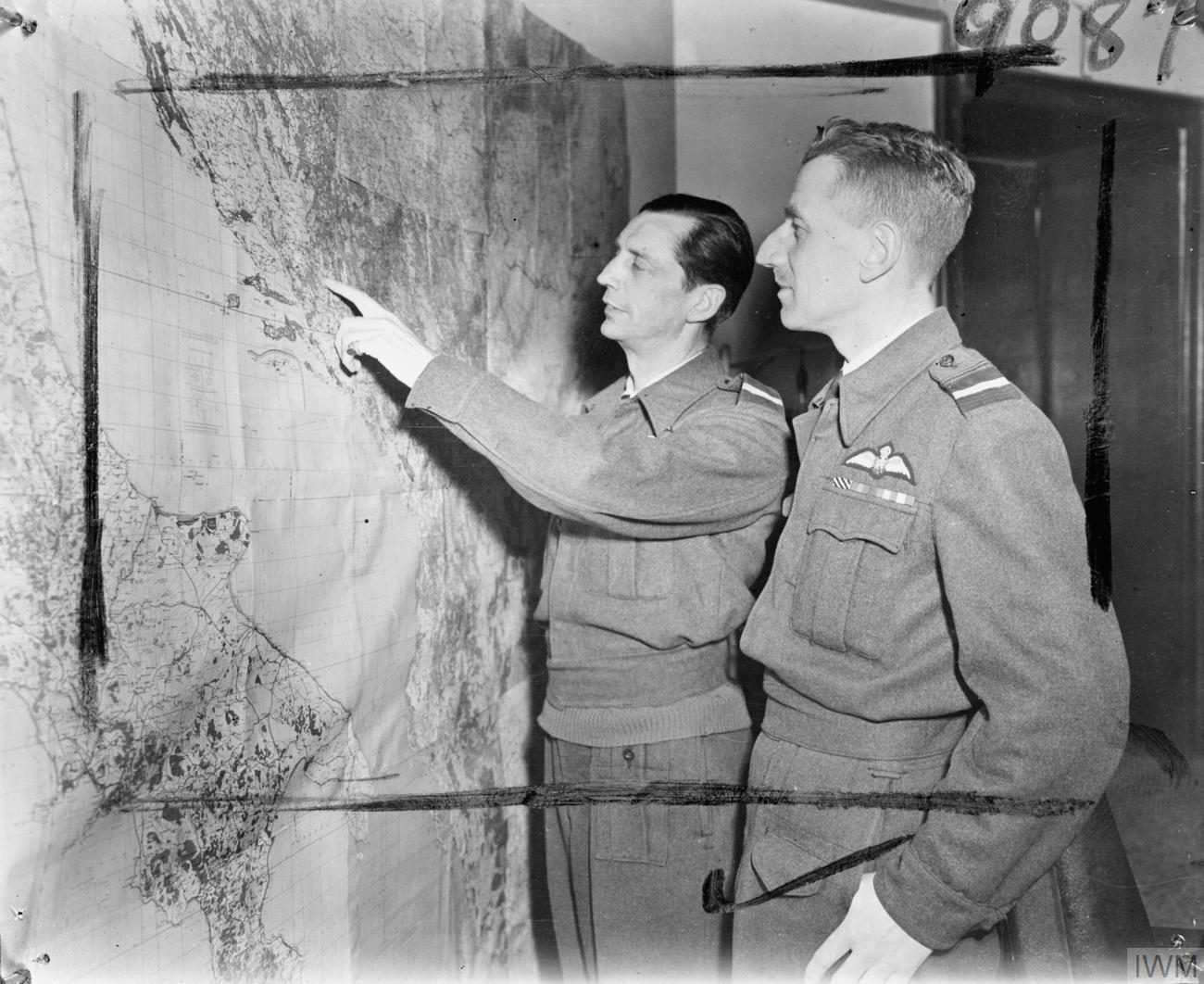
Маршал авіації Джордж Мілз (праворуч) з Генералом Джоном Уайтлі
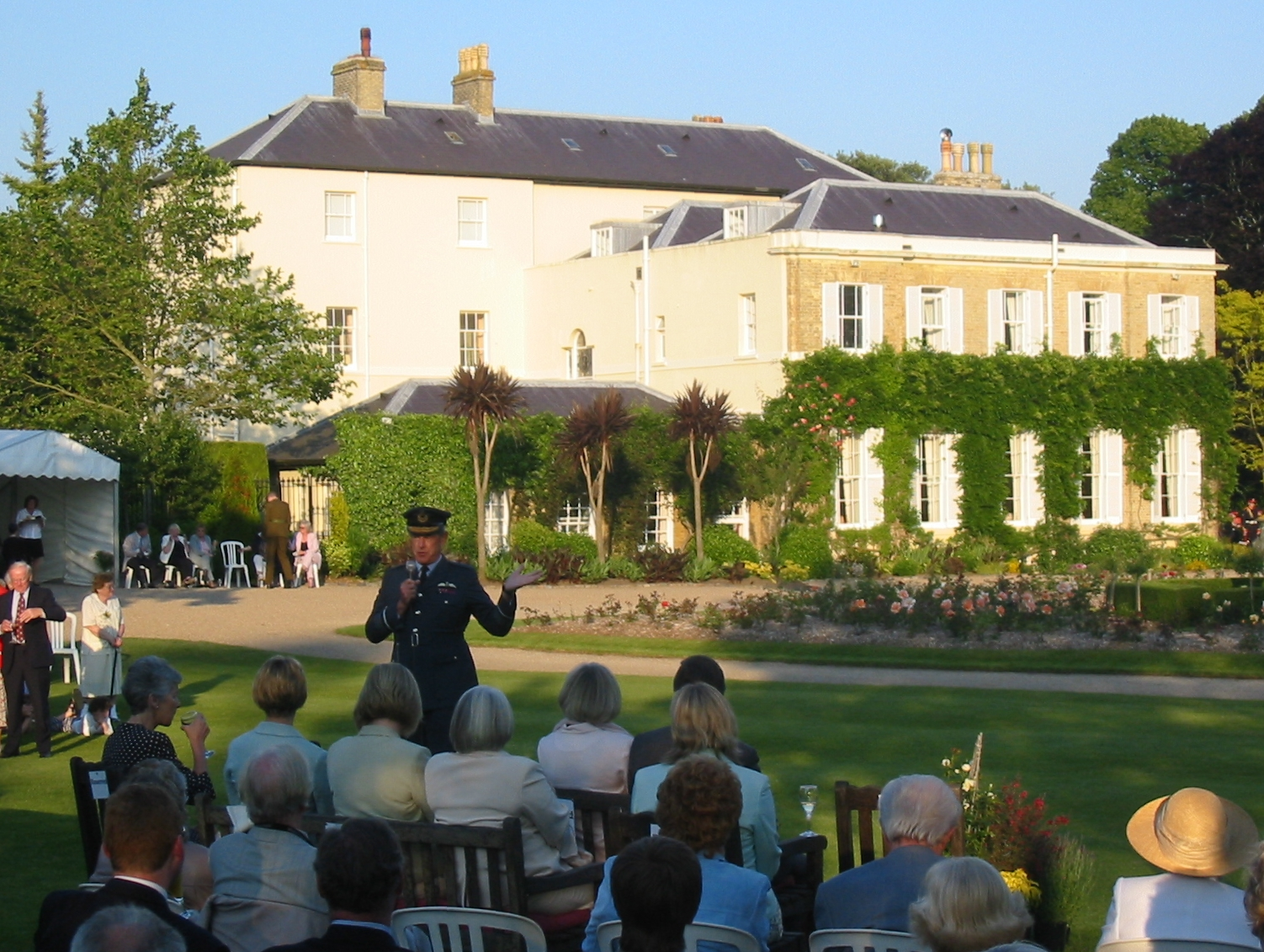
Маршал авіації Джон Чешир
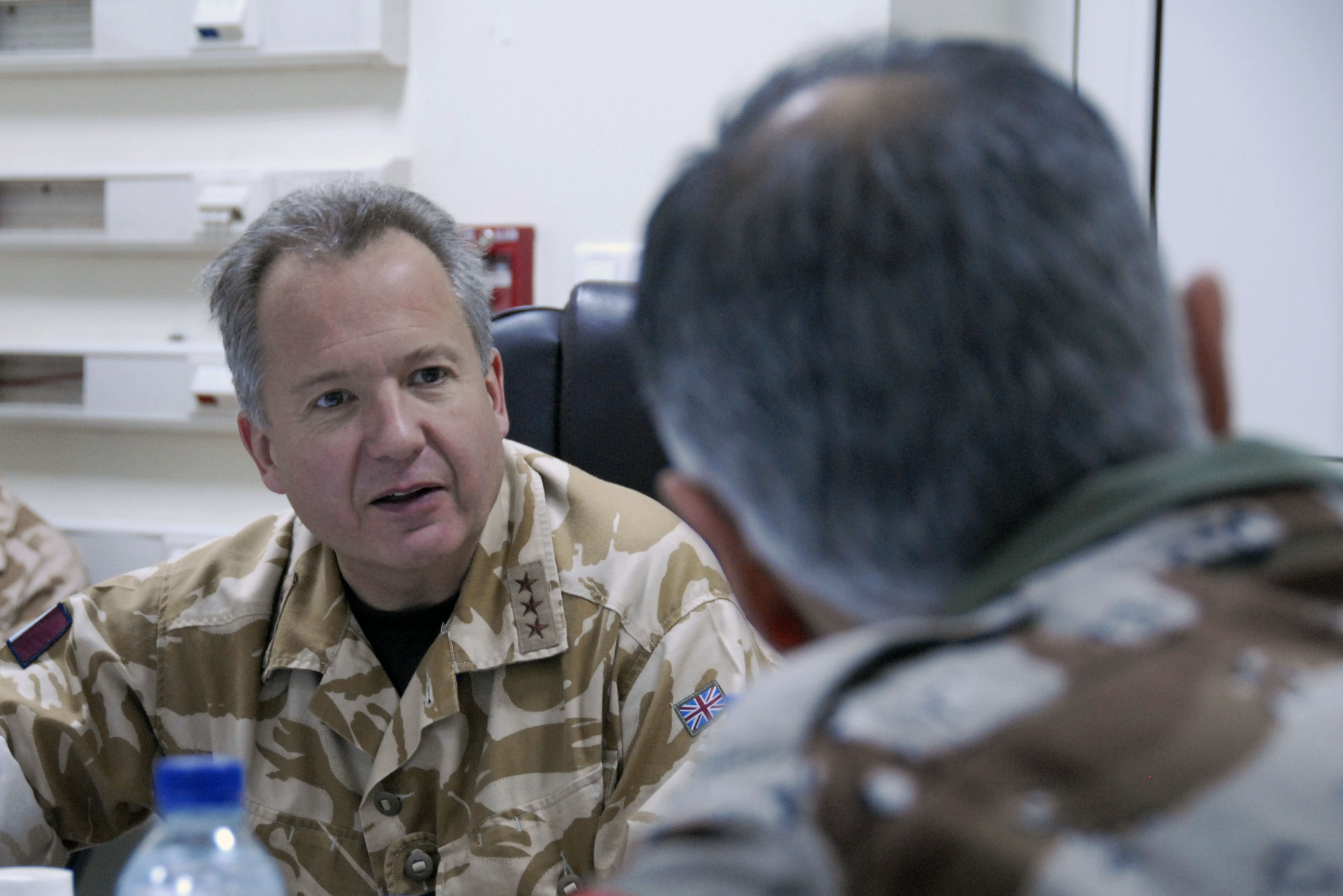
Маршал авіації Крістофер Харпер
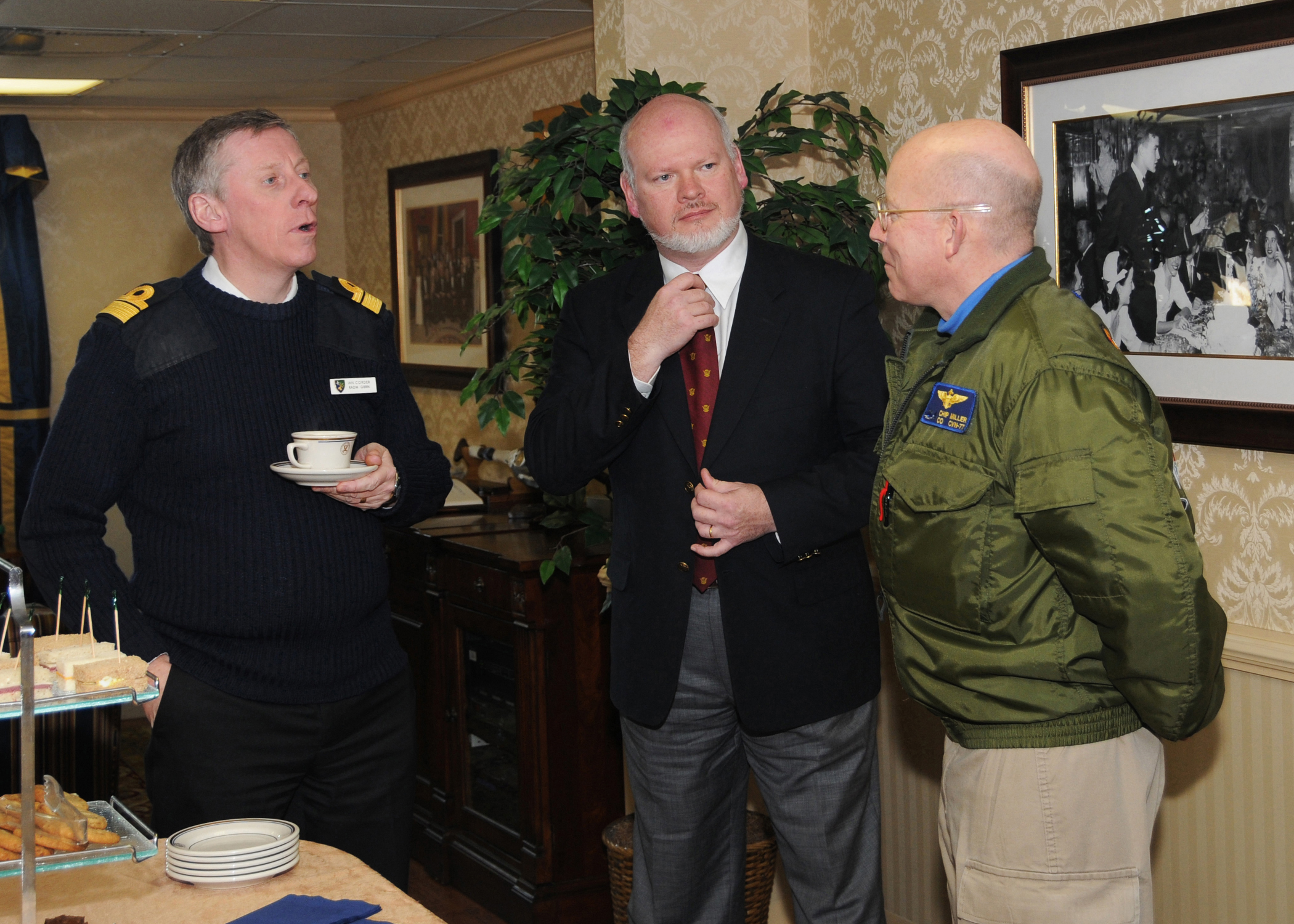
Віце-адмірал Ян Кордер